# Stigmella rigida
Stigmella rigida (лат.) — вид молей-малюток рода Stigmella (Nepticulinae) из семейства Nepticulidae.
Южная Америка: Перу, влажные высокогорные луга парамо, Анды (4100 м), Dept. Ancash, 35 км ю.-в. Huaraz, Cerro Cahuish, 9°40'50"S, 77°13'32"W, Quabrada Pucavado. Мелкие молевидные бабочки. Длина передних крыльев самцов 4,8 мм, размах — 10,4—10,3 мм. Цвет серовато-коричневый. Жгутик усика самцов состоит из 49 члеников. Имаго появляются в феврале.